# Camponotus oculatior
Camponotus oculatior é uma espécie de inseto do gênero Camponotus, pertencente à família Formicidae.